# Levin Gust
Levin Gust (* 16. März 1999 in Königs Wusterhausen) ist ein deutscher Volleyballspieler.

## Karriere
Er begann seine Karriere 2009 bei den Netzhoppers Königs Wusterhausen. In der Saison 2016/17 spielte er beim benachbarten SV Prieros. Anschließend gab er in der Saison 2017/18 sein Debüt in der Bundesliga.